# 長崎市立高島中学校
長崎市立高島中学校（ながさきしりつ たかしまちゅうがっこう, Nagasaki City Takashima Junior High School）は、長崎県長崎市高島町にある公立中学校。高島地区唯一の中学校である。
かつては高島炭鉱で栄え、1964年（昭和39年）には生徒数が約1,700名にも達したが、炭鉱の閉山と少子化で町の人口が急激に減少し、それに伴い生徒数も減少した。

## 概要
歴史
1947年（昭和22年）の学制改革（六・三制の実施）の際に、新制中学校として発足した。2012年（平成24年）に創立65周年を迎えた。
校章
3本のペン先を組み合わせたものを背景にして、中央に「中」の文字を置いている。
校歌
作詞は錦戸保則、作曲は寺崎良平（長崎県立女子短期大学教授）による。歌詞は3番まであり、校名は歌詞に登場しない。
校区
住所表記で長崎市の後に「高島町」が続く地域。小学校区は長崎市立高島小学校区。

## 沿革
- 1947年（昭和22年）4月1日 - 学制改革（六・三制の実施）が行われる。
  - 旧・国民学校の初等科が改組され、高島村立高島小学校が発足。
  - 旧・国民学校の高等科が改組され、「高島村立高島中学校」とし、新校舎完成までの間、小学校に併設。
  - その後、児童・生徒数の増加に伴い、中学校校舎を別の敷地に建設され、小学校校舎から移転し、併設を解消。
- 1948年（昭和23年） - 町制施行に伴い、「高島町立高島中学校」と改称。
- 1995年（平成7年） - 高島小学校が高島小学校の校地に移転を完了し、再び併設校となる。
- 2004年（平成16年）1月 - 高島町が長崎市と合併したことにより、「長崎市立高島中学校」（現在名）と改称。
- 2011年（平成23年）3月31日 - 休校。
- 2012年（平成24年）4月1日 - 中学生1名が入学し、復校。

## アクセス
島外から
- 長崎汽船（野母商船グループ）高速船「コバルトクイーン号」 - 長崎港ターミナル（長崎市大波止）と伊王島、高島を結ぶ。長崎港ターミナルから所要時間約35分。

島内
- 長崎市コミュニティバス#高島線（富川運送が運行）※スマートカード使用不可。[1]「公営一」バス停